# Uka
 Ovo je glavno značenje pojma Uka. Za druga značenja pogledajte Uka (rijeka).
Uka (ruski: Ука) je naselje u Rusiji, u Korjačkom okrugu.
Nalazi se na ušću istoimene rijeke, koja prije samog ušća, tvori zaljev/jezero, koje je sa sjeverne strane zatvoreno prevlakom, i istječe prema sjeveru kroz kanal u Beringovo more. Naselje Uka se nalazi na zapadnoj obali toga kanala, ne nalazeći se uz sjevernu morsku obalu, od koje je udaljena nekoliko kilometara.
Naselje je udaljeno 82 km zračne crte od glavnog grada Korjačkog autonomnog okruga, Palane, a od Moskve 12.948 km.
Prometno je dosta izolirana, i veze s okolnim svijetom nisu visoke kakvoće.